# هارالد كوهر
هارالد كوهر (بالألمانية: Harald Kohr)‏ هو لاعب كرة قدم ومدرب كرة قدم ألماني في مركز الهجوم، ولد في 14 مارس 1962 في ترير في ألمانيا. لعب مع فاتنشايد 09 ونادي شتوتغارت ونادي غراسهوبر زيوريخ ونادي كايزرسلاوترن.

## وصلات خارجية
- هارالد كوهر على موقع قاعدة بيانات كرة القدم.إي يو (الإنجليزية)
- هارالد كوهر على موقع بيانات كرة القدم. دي إي (الألمانية)